# Gunther Burstyn

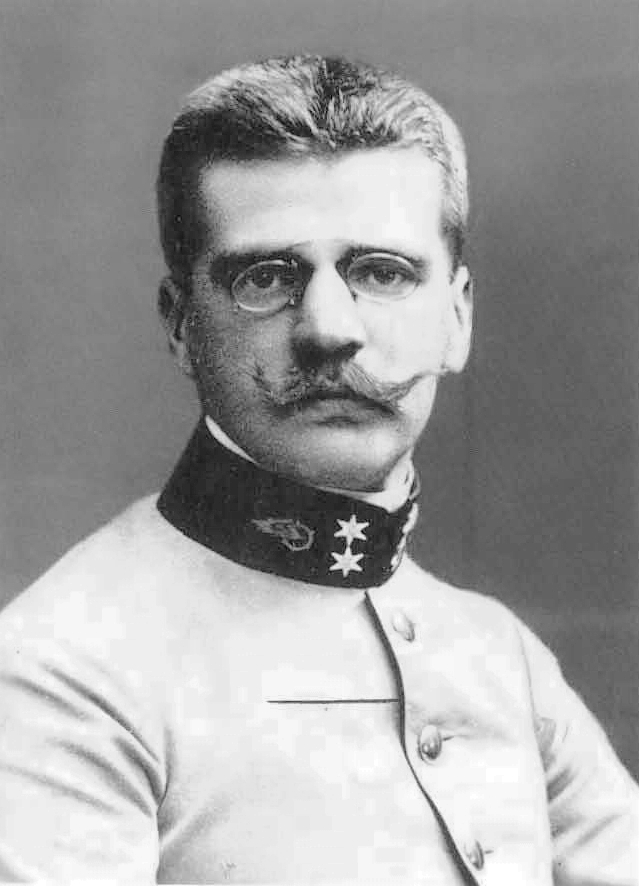
Gunther Burstyn als Oberleutnant (ca. 1906)

Gunther, eigentlich Günther Adolf Burstyn (* 6. Juli 1879 in Aussee, Steiermark; † 15. April 1945 in Korneuburg, Niederösterreich) war ein österreichischer Techniker und Offizier der k.u.k. Armee. In Erinnerung ist er vor allem für das Burstyn-Motorgeschütz, den ersten Entwurf eines modernen Panzers.

## Leben und Wirken

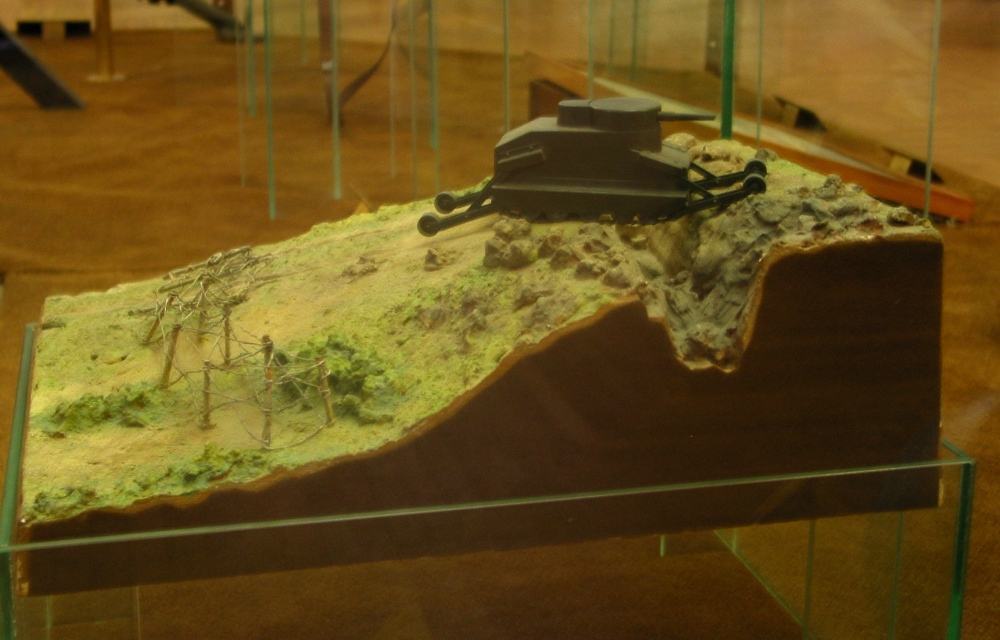
Modell des Motorgeschützes von 1911 im HGM.

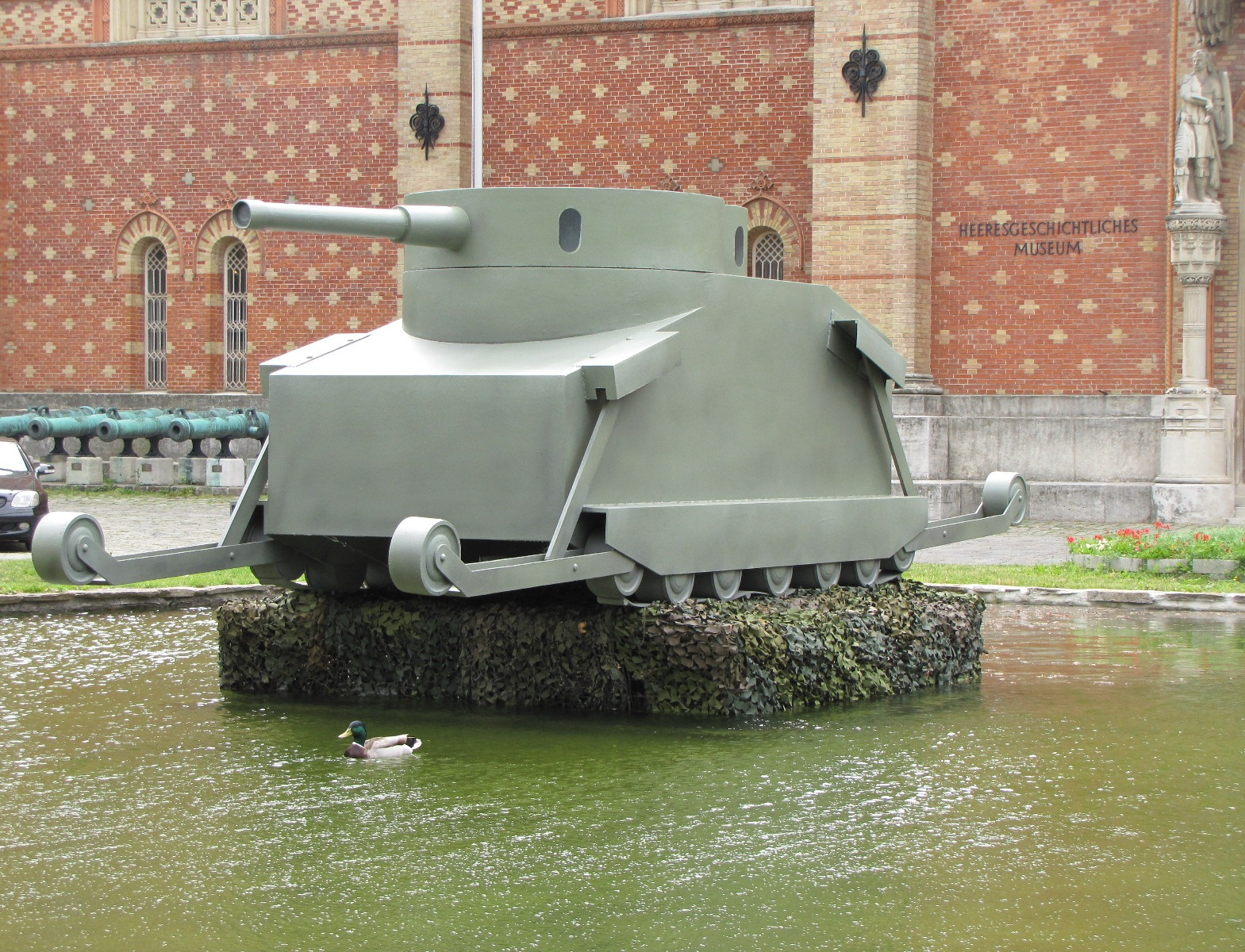
Modell des Motorgeschützes von Gunther Burstyn in Originalgröße vor dem Heeresgeschichtlichen Museum in Wien, aufgestellt anlässlich der Ausstellung „Projekt & Entwurf – Militärische Innovationen aus fünf Jahrhunderten“ (16. Juni bis 6. November 2011).

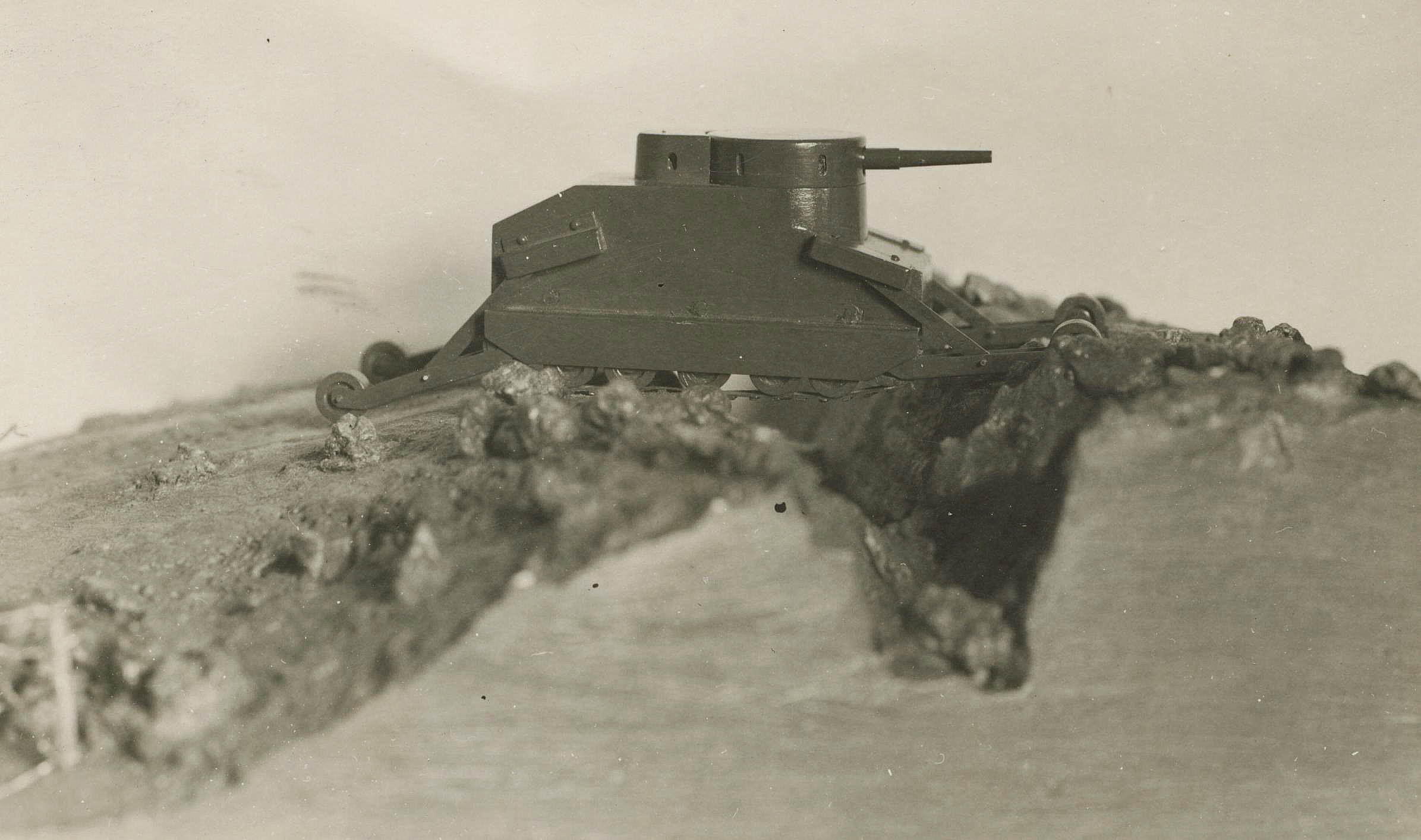
Modell des Burstyn-Motorgeschützes, Originalfoto aus den 1930ern von General Ludwig von Eimannsberger

Gunther, wie sich der auf Günther Getaufte als Erwachsener stets nannte, war einer von drei Söhnen des in Lemberg als Jude geborenen und später zum katholischen Christentum konvertierten Bahn-Commissärs und Ingenieurs der Rudolfsbahn Adolf Burstyn (1843–1917) und dessen Frau Juliane, geborene Hoffmann (1844–1931), die als Journalistin arbeitete. Sein Bruder Werner wurde Ministerialrat, der andere Bruder, Walther Burstyn, ein bekannter Professor für Elektrotechnik.

### Eintritt in die Armee
1895 wechselte Gunther Burstyn von einem Wiener Gymnasium an die Pionierkadettenschule in Hainburg an der Donau. 1899 ausgemustert, trat er als Kadett in das Eisenbahn- und Telegrafenregiment ein, das als technisches Eliteregiment der Donaumonarchie galt.
Am 1. Mai 1906 zum Oberleutnant befördert, wurde er am 1. November 1906 in diesem Regiment dem Geniestab bei der Geniedirektion in Trient zugeteilt.
1910 heiratete er Gabriele Wagner (1888–1945) und hatte mit ihr zwei Kinder.
Anlässlich seiner Hochzeit konvertierte Burstyn vom katholischen zum evangelischen Bekenntnis.
Burstyn entwickelte als k.k. Landwehr-Genieoffizier vor dem Ersten Weltkrieg Panzertechnik, die damals aber nicht eingesetzt wurde: 1911 konstruierte er den ersten geländegängigen Panzerwagen mit drehbarem Geschützturm, sein „Motorgeschütz“. Der Entwurf, der 1911 patentiert wurde und moderner wirkt als die Panzer des Ersten Weltkrieges, stellte technisch einen Meilenstein in der Geschichte der Panzertechnik dar, wurde aber von Österreich-Ungarn und vom Deutschen Reich abgelehnt. (Ein Modell dieses „Burstyn-Panzers“ befindet sich im Wiener Heeresgeschichtlichen Museum.)

### Erster Weltkrieg
Im Ersten Weltkrieg war Burstyn vor allem im Eisenbahn- und Brückenbau eingesetzt.

### 1. Republik
Im Bundesheer der Ersten Republik oblagen Major Burstyn nach dem Dienst im damaligen Heeresmuseum bis zu seiner 1933 erfolgten Pensionierung als Generalbaurat überwiegend pioniertechnische Aufgaben. Die Pensionierung traf ihn zutiefst, da er dadurch das Studium seines Sohnes kaum mehr finanzieren konnte.

### Zweiter Weltkrieg
Den großen Durchbruch seiner Ideen brachte der Zweite Weltkrieg, der an den Fronten ganz wesentlich ein „Krieg der Panzer“ war. Dies verschaffte Burstyn als Pionier dieser Wehrtechnik in der Wehrmacht höchstes Ansehen. Er widmete sich nun der Panzertaktik, insbesondere der Panzerabwehr, und entwickelte verschiedene Sperrmittel, unter anderem den Panzerhöcker als wirksame Panzer-Standardsperre, die auch nach dem Krieg vielfache Verwendung fand, etwa an der seinerzeitigen Innerdeutschen Grenze.
Burstyn war auf Grund der Nürnberger Gesetze als Sohn eines gebürtigen Juden nach NS-Diktion zumindest Halbjude, dürfte aber als Ehrenarier eingestuft worden sein, da ansonsten seine Tätigkeit für die Wehrmacht nicht möglich gewesen wäre.
Am 31. März 1941 konnte Burstyn aufgrund einer Intervention seines Bruders Walther seine Idee einer Panzerfähre Hitler persönlich vortragen und erhielt dafür das Kriegsverdienstkreuz mit Schwertern I. und II. Klasse (verbunden mit einem Ehrensold), das ihm durch den General der Infanterie Alfred Streccius überreicht wurde. Im Dezember 1941 fiel sein Sohn Walther an der Ostfront.
1944 verlieh die Technische Hochschule Wien zum ersten Mal seit 1938, als der ehemalige US-Präsident Herbert Hoover ausgezeichnet worden war, Ehrendoktorate. Die geehrten Österreicher hatten ihre Verdienste vor dem NS-Regime erworben: Generalbaurat a. D. Gunther Burstyn, Flugpionier Igo Etrich, Automobilkonstrukteur Hans Ledwinka und Eisenbahntechniker Johann Rihosek.
Die akademische Feier im Rahmen der „Tage der Wiener Technischen Hochschule“ aber ehrte Burstyn, den Burstyn-Biografen Daniela und Ewald Angetter zufolge, für seine besonderen Verdienste um die deutsche Kriegführung.
In dem zur Verleihung der Ehrendoktorwürde eingeholten Gutachten wird Burstyn Angetter zufolge bestätigt, dass seine Einstellung zum Nationalsozialismus einwandfrei sei und er schon als Mitglied der Vaterländischen Front die NSDAP unterstützt habe, sodass seitens der Gauleitung Niederdonau keine Einwände gegen den unter anderem durch den Dozentenführer und den Reichserziehungsminister vorgelegten Antrag betreffend die Verleihung der Ehrendoktorwürde bestünden.
Gunther Burstyn litt 1945 unter Depressionen, war fast völlig erblindet und konnte wegen einer schweren Krankheit seiner Frau vor den anrückenden sowjetischen Truppen nicht in seinen Geburtsort Bad Aussee flüchten. Am 15. April 1945 setzte er in Korneuburg, wenige Kilometer nördlich von Wien, das soeben von der Roten Armee erobert worden war, seinem Leben ein Ende. Seine Gattin wurde am 20. April 1945 zu Hause tot aufgefunden. Ihre Todesursache wurde mit unbekannt, wahrscheinlich gewaltsamer Tod erfasst.

### Nachwirken
1967 wurde die Burstyn-Kaserne mit der Panzertruppenschule des Bundesheeres im niederösterreichischen Zwölfaxing nach Gunther Burstyn benannt.
Im Gegensatz dazu scheiterte allerdings Angetter zufolge die Benennung des Platzes vor der Korneuburger "Dabsch-Kaserne" nach Burstyn am Widerstand der Bevölkerung und der Kommunalpolitiker.

## Auszeichnungen (Stand 1933)
- Eisernes Kreuz II. Klasse
- Erinnerungskreuz 1912/13
- Karl-Truppenkreuz
- Bronzene Militär-Verdienstmedaille am Bande des Militärverdienstkreuzes
- Militärverdienstkreuz III. Klasse mit der Kriegsdekoration
- Franz-Joseph-Orden Ritterkreuz mit der Kriegsdekoration
- Ehrenzeichen für Verdienste um das Rote Kreuz